# Edoardo Bove
Edoardo Bove (Roma, 16 maggio 2002) è un calciatore italiano, centrocampista della Roma.

## Biografia
Nato a Roma, la madre è italo-tedesca e il padre è originario di Napoli. Frequenta il liceo scientifico ad indirizzo sportivo presso l'Istituto Internazionale Paritario Giovanni Paolo II di Roma, dove nel 2021 ottiene il diploma di maturità scientifica, decide di proseguire gli studi e s'iscrive al corso di laurea in economia aziendale presso l'università Luiss "Guido Carli", sempre a Roma.

## Caratteristiche tecniche
Centrocampista abile negli inserimenti e disciplinato tatticamente, molto duttile, può essere schierato sia da mezzala sia da centrale; ha dichiarato di ispirarsi a Daniele De Rossi, suo allenatore alla Roma nel 2024.
Durante la sua seconda stagione alla Roma, il tecnico José Mourinho lo ha definito un "cane malato" per la sua intensità e la sua aggressività in campo, un soprannome che è divenuto rapidamente popolare tra i tifosi.

## Carriera

### Club

#### Roma
Cresciuto nel quartiere romano Appio-Latino, Bove muove i primi passi nel mondo del calcio nella Boreale Don Orione. Nel 2012 entra a far parte del vivaio della Roma, dopo aver superato un provino sotto la supervisione del responsabile del settore giovanile del club, Bruno Conti, e compie tutta la trafila fino alla squadra Primavera.
Il 20 novembre 2020 firma il rinnovo del contratto fino al 2024. Nel dicembre seguente, Bove riceve la prima convocazione in prima squadra, in vista della partita della fase a gironi di Europa League contro lo Young Boys, senza però riuscire a debuttare. Fa invece il suo esordio ufficiale il 9 maggio 2021, rimpiazzando Ebrima Darboe negli ultimi dieci minuti dell'incontro di Serie A vinto per 5-0 contro il Crotone.
A partire dalla stagione seguente, a 19 anni, Bove viene inserito nella prima squadra guidata da José Mourinho, ed il 9 dicembre 2021 fa il suo esordio nelle coppe europee, nonché dal primo minuto, nella gara della fase a gironi di Europa Conference League vinta per 3-2 contro il CSKA Sofia. A dicembre dello stesso anno prolunga il contratto con la Roma fino al 2025. Il 19 febbraio 2022, Bove segna il suo primo gol con la maglia della Roma nell'incontro di Serie A pareggiato contro il Verona (2-2), siglando la seconda rete giallorossa con un tiro-cross che beffa il portiere avversario Lorenzo Montipò. A fine stagione, pur senza scendere in campo nella finale, partecipa alla vittoria della Conference League da parte del club capitolino, che così si aggiudica il primo trofeo confederale della sua storia.
La stagione successiva trova maggiore spazio, ma gioca per la prima volta da titolare solo il 15 gennaio 2023, nel successo per 2-0 contro la Fiorentina. Durante il girone di ritorno viene impiegato con più continuità, e l'11 maggio segna il suo primo gol europeo, decidendo la semifinale di andata di Europa League contro il Bayer Leverkusen (1-0). Termina la stagione con 33 presenze totali, di cui 22 in campionato e 10 in Europa League, dove la Roma raggiunge la finale, persa ai rigori contro il Siviglia.
Nel dicembre del 2023, Bove rinnova il proprio contratto con il club giallorosso fino al 2028.

#### Fiorentina
Il 30 agosto 2024 viene ceduto alla Fiorentina con la formula del prestito con obbligo di riscatto a determinate condizioni. Due giorni dopo fa il suo esordio con la nuova maglia, subentrando a Rolando Mandragora nel secondo tempo della partita col Monza. Il 27 ottobre segna il suo primo gol con i viola, proprio nel rotondo successo per 5-1 contro la sua ex squadra giallorossa, a cui contribuisce anche con un assist ed un rigore procurato. Il successivo 1º dicembre, durante la partita casalinga contro l'Inter, è vittima di un arresto cardiaco al 14º minuto di gioco; viene trasportato d'urgenza all'ospedale di Careggi, dove viene poi ricoverato in terapia intensiva; in seguito all'incidente, la partita viene sospesa e rinviata. Il 14 dello stesso mese, Bove viene dimesso dall'ospedale, dopo essere stato sottoposto a un intervento chirurgico per l'impianto di un defibrillatore cardiaco sottocutaneo.

### Nazionale
Gioca nelle nazionali giovanili Under-16, Under-18 e Under-20: di quest'ultima, veste anche la fascia di capitano.
Nel marzo del 2022, riceve la sua prima convocazione in nazionale Under-21, da parte del CT Paolo Nicolato. Trova l'esordio il 6 giugno seguente, subentrando a Nicolò Rovella al 61º minuto dell'incontro con il Lussemburgo, vinto per 3-0 dagli Azzurrini e valido per le qualificazioni all'Europeo. Nel giugno 2023 viene incluso nella lista dei convocati per l'Europeo Under-21 organizzato in Georgia e Romania, dove l'Italia viene eliminata nella fase a gironi.
Il 5 settembre 2024 segna il suo primo gol con l'Under-21, in occasione del successo per 7-0 su San Marino, valido per le qualificazioni europee.

## Statistiche

### Presenze e reti nei club
Statistiche aggiornate al 1º dicembre 2024.
| Stagione        | Squadra         | Campionato      | Campionato | Campionato | Coppe nazionali | Coppe nazionali | Coppe nazionali | Coppe continentali | Coppe continentali | Coppe continentali | Altre coppe | Altre coppe | Altre coppe | Totale | Totale | Totale |
| Stagione        | Squadra         | Comp            | Pres       | Reti       | Comp            | Pres            | Reti            | Comp               | Pres               | Reti               | Comp        | Pres        | Reti        | Pres   | Reti   |        |
| --------------- | --------------- | --------------- | ---------- | ---------- | --------------- | --------------- | --------------- | ------------------ | ------------------ | ------------------ | ----------- | ----------- | ----------- | ------ | ------ | ------ |
| 2020-2021       | Roma            | A               | 1          | 0          | CI              | 0               | 0               | UEL                | 0                  | 0                  | -           | -           | -           | 1      | 0      |        |
| 2021-2022       | Roma            | A               | 11         | 1          | CI              | 0               | 0               | UECL               | 2                  | 0                  | -           | -           | -           | 13     | 1      |        |
| 2022-2023       | Roma            | A               | 22         | 1          | CI              | 1               | 0               | UEL                | 10                 | 1                  | -           | -           | -           | 33     | 2      |        |
| 2023-2024       | Roma            | A               | 31         | 0          | CI              | 2               | 0               | UEL                | 12                 | 1                  | -           | -           | -           | 45     | 1      |        |
| Totale Roma     | Totale Roma     | Totale Roma     | 65         | 2          |                 | 3               | 0               |                    | 24                 | 2                  |             | -           | -           | 92     | 4      |        |
| 2024-2025       | Fiorentina      | A               | 12         | 1          | CI              | 0               | 0               | UECL               | 3                  | 0                  | -           | -           | -           | 15     | 1      |        |
| Totale carriera | Totale carriera | Totale carriera | 77         | 3          |                 | 3               | 0               |                    | 27                 | 2                  |             | -           | -           | 107    | 5      |        |

### Cronologia presenze e reti in nazionale
| Cronologia completa delle presenze e delle reti in nazionale ― Italia under 21 | Cronologia completa delle presenze e delle reti in nazionale ― Italia under 21 | Cronologia completa delle presenze e delle reti in nazionale ― Italia under 21 | Cronologia completa delle presenze e delle reti in nazionale ― Italia under 21 | Cronologia completa delle presenze e delle reti in nazionale ― Italia under 21 | Cronologia completa delle presenze e delle reti in nazionale ― Italia under 21 | Cronologia completa delle presenze e delle reti in nazionale ― Italia under 21 | Cronologia completa delle presenze e delle reti in nazionale ― Italia under 21 |
| Data                                                                           | Città                                                                          | In casa                                                                        | Risultato                                                                      | Ospiti                                                                         | Competizione                                                                   | Reti                                                                           | Note                                                                           |
| ------------------------------------------------------------------------------ | ------------------------------------------------------------------------------ | ------------------------------------------------------------------------------ | ------------------------------------------------------------------------------ | ------------------------------------------------------------------------------ | ------------------------------------------------------------------------------ | ------------------------------------------------------------------------------ | ------------------------------------------------------------------------------ |
| 6-6-2022                                                                       | Differdange                                                                    | Lussemburgo under 21                                                           | 0 – 3                                                                          | Italia under 21                                                                | Qual. Europeo Under-21 2023                                                    | -                                                                              | 60’                                                                            |
| 9-6-2022                                                                       | Helsingborg                                                                    | Svezia under 21                                                                | 1 – 1                                                                          | Italia under 21                                                                | Qual. Europeo Under-21 2023                                                    | -                                                                              | 85’                                                                            |
| 14-6-2022                                                                      | Ascoli Piceno                                                                  | Italia under 21                                                                | 4 – 1                                                                          | Irlanda under 21                                                               | Qual. Europeo Under-21 2023                                                    | -                                                                              | 66’                                                                            |
| 22-9-2022                                                                      | Pescara                                                                        | Italia under 21                                                                | 0 – 2                                                                          | Inghilterra under 21                                                           | Amichevole                                                                     | -                                                                              | 46’                                                                            |
| 26-9-2022                                                                      | Castel di Sangro                                                               | Italia under 21                                                                | 1 – 1                                                                          | Giappone under 21                                                              | Amichevole                                                                     | -                                                                              | 63’                                                                            |
| 19-11-2022                                                                     | Ancona                                                                         | Italia under 21                                                                | 2 – 4                                                                          | Germania under 21                                                              | Amichevole                                                                     | -                                                                              | 59’                                                                            |
| 27-3-2023                                                                      | Reggio Calabria                                                                | Italia under 21                                                                | 3 – 1                                                                          | Ucraina under 21                                                               | Amichevole                                                                     | -                                                                              | 77’                                                                            |
| 25-6-2023                                                                      | Cluj-Napoca                                                                    | Svizzera under 21                                                              | 2 – 3                                                                          | Italia under 21                                                                | Europeo Under-21 2023 - 1º turno                                               | -                                                                              |                                                                                |
| 8-9-2023                                                                       | Jūrmala                                                                        | Lettonia under 21                                                              | 0 – 0                                                                          | Italia under 21                                                                | Qual. Europeo Under-21 2025                                                    | -                                                                              | 38’                                                                            |
| 12-9-2023                                                                      | İzmit                                                                          | Turchia under 21                                                               | 0 – 2                                                                          | Italia under 21                                                                | Qual. Europeo Under-21 2025                                                    | -                                                                              | 65’                                                                            |
| 17-10-2023                                                                     | Bolzano                                                                        | Italia under 21                                                                | 2 – 0                                                                          | Norvegia under 21                                                              | Qual. Europeo Under-21 2025                                                    | -                                                                              | 67’ 72’                                                                        |
| 21-11-2023                                                                     | Cork                                                                           | Irlanda under 21                                                               | 2 – 2                                                                          | Italia under 21                                                                | Qual. Europeo Under-21 2025                                                    | -                                                                              |                                                                                |
| 5-9-2024                                                                       | Latina                                                                         | Italia under 21                                                                | 7 – 0                                                                          | San Marino under 21                                                            | Qual. Europeo Under-21 2025                                                    | 1                                                                              | 80’                                                                            |
| 10-9-2024                                                                      | Stavanger                                                                      | Norvegia under 21                                                              | 0 – 3                                                                          | Italia under 21                                                                | Qual. Europeo Under-21 2025                                                    | -                                                                              |                                                                                |
| Totale                                                                         |                                                                                | Presenze                                                                       | 14                                                                             |                                                                                | Reti                                                                           | 1                                                                              |                                                                                |

| Cronologia completa delle presenze e delle reti in nazionale ― Italia under 20 | Cronologia completa delle presenze e delle reti in nazionale ― Italia under 20 | Cronologia completa delle presenze e delle reti in nazionale ― Italia under 20 | Cronologia completa delle presenze e delle reti in nazionale ― Italia under 20 | Cronologia completa delle presenze e delle reti in nazionale ― Italia under 20 | Cronologia completa delle presenze e delle reti in nazionale ― Italia under 20 | Cronologia completa delle presenze e delle reti in nazionale ― Italia under 20 | Cronologia completa delle presenze e delle reti in nazionale ― Italia under 20 |
| Data                                                                           | Città                                                                          | In casa                                                                        | Risultato                                                                      | Ospiti                                                                         | Competizione                                                                   | Reti                                                                           | Note                                                                           |
| ------------------------------------------------------------------------------ | ------------------------------------------------------------------------------ | ------------------------------------------------------------------------------ | ------------------------------------------------------------------------------ | ------------------------------------------------------------------------------ | ------------------------------------------------------------------------------ | ------------------------------------------------------------------------------ | ------------------------------------------------------------------------------ |
| 2-9-2021                                                                       | Łomża                                                                          | Polonia under 20                                                               | 0 – 2                                                                          | Italia under 20                                                                | Torneo Otto Nazioni                                                            | -                                                                              | 46’                                                                            |
| 6-9-2021                                                                       | Castel di Sangro                                                               | Italia under 20                                                                | 0 – 1                                                                          | Serbia under 20                                                                | Amichevole                                                                     | -                                                                              | 46’                                                                            |
| 7-10-2021                                                                      | Chesterfield                                                                   | Inghilterra under 20                                                           | 1 – 1                                                                          | Italia under 20                                                                | Torneo Otto Nazioni                                                            | -                                                                              | 68’ 78’                                                                        |
| 12-10-2021                                                                     | Frosinone                                                                      | Italia under 20                                                                | 1 – 1                                                                          | Portogallo under 20                                                            | Torneo Otto Nazioni                                                            | -                                                                              | 66’                                                                            |
| 11-11-2021                                                                     | Pesaro                                                                         | Italia under 20                                                                | 1 – 2                                                                          | Rep. Ceca under 20                                                             | Torneo Otto Nazioni                                                            | -                                                                              | 69’                                                                            |
| 15-11-2021                                                                     | Sassuolo                                                                       | Italia under 20                                                                | 7 – 0                                                                          | Romania under 20                                                               | Torneo Otto Nazioni                                                            | 2                                                                              | cap. 56’ 66’                                                                   |
| Totale                                                                         |                                                                                | Presenze                                                                       | 6                                                                              |                                                                                | Reti                                                                           | 2                                                                              |                                                                                |

## Palmarès

### Club

#### Competizioni internazionali
- UEFA Conference League: 1

Roma: 2021-2022

### Nazionale
- Torneo 8 Nazioni: 1

2021-2022